# Daniel Ross Mix
Daniel Ross Mix (* 1975 in San José) ist ein costa-ricanischer Filmschauspieler, Filmproduzent und Dokumentarfilmer.

## Leben
Ross wurde 1975 in San José geboren. Bevor in ihm der Wunsch aufkam Schauspieler werden zu wollen, strebte er eine Karriere als Rockmusiker in einer eigenen Band an. Er ist Mitgründer und Inhaber der Filmproduktionsgesellschaft Videos Bicho. 2005 spielte er im Kurzfilm Trilogia del asma mit. 2006 erschien mit Paso a paso: A sentimental journey sein erster Dokumentarfilm, der im Februar desselben Jahres auf dem Muestra Nacional de Nuevos Realizadores in Kuba gezeigt wurde. 2007 erschien ein weiterer Dokumentarfilm mit dem Titel Querido Camilo. Die Dokumentation behandelt den US-amerikanischen Soldat Camilo Mejía, der während des Irakkriegs desertierte und später als Antikriegsaktivist bekannt wurde. Sie feierte am 21. Oktober 2007 ihre Fernsehpremiere in Costa Rica und wurde unter anderen am 24. November 2007 in den Niederlanden auf dem IDFA Festival und am 6. März 2008 auf dem Miami International Film Festival gezeigt.
2013 verkörperte Daniel Ross Mix im US-amerikanischen Science-Fiction-Film Apocalypse Earth die Rolle des rebellischen Piloten Colin. 2014 spielte er in Italia 90, einem Spielfilm zu Ehren der Costa-ricanischen Fußballnationalmannschaft, die sich für die Fußball-Weltmeisterschaft 1990 in Italien erstmals qualifizieren konnte, mit. 2017 war er in der Fernsehserie Dele Viaje in der Rolle des Doctor Lin zu sehen.

## Filmografie (Auswahl)

### Schauspiel
- 2005: Trilogia del asma (Kurzfilm)
- 2012: El regreso
- 2013: Apocalypse Earth (AE: Apocalypse Earth)
- 2013: Tamarindo (Kurzfilm)
- 2014: Italia 90
- 2016: Between the World and Me (Kurzfilm)
- 2017: Atrás hay relámpagos
- 2017: Medea
- 2017: Dele Viaje (Fernsehserie, 7 Episoden)

### Filmschaffender
- 2006: Paso a paso: A sentimental journey (Dokumentarfilm)
- 2007: Querido Camilo (Dokumentarfilm)